# Херши, Барбара
Барбара Херши (англ. Barbara Hershey, урождённая Барбара Линн Херцштейн (англ. Barbara Lynn Herzstein); род. 5 февраля 1948) — американская актриса. Лауреат премий «Эмми»  (1990) и «Золотой глобус» (1991), двукратная обладательница Приза Каннского кинофестиваля (1987, 1988), за «Лучшую женскую роль» в фильмах: «Стыдливые люди» (1987) и «Разделённый мир» (1988).
Наиболее известные фильмы и телесериалы с участием Барбары Херши: «Ханна и её сёстры» (1986), «Последнее искушение Христа» (1988), «Убийство в маленьком городе» (1990), «Пэрис Траут» (1991), «Портрет леди» (1996), «11:14» (2004), «Чёрный лебедь» (2010), «Астрал» (2011, 2013), «Однажды в сказке» (2012—2017) и «Девятая жизнь Луи Дракса» (2016).

## Биография
Барбара Херши родилась 5 февраля 1948 года в Голливуде, Лос-Анджелес, штат Калифорния, США. Её отец, Арнольд Натан Херцштейн (Херштейн, 1906—1981), был конно-спортивным обозревателем, мать — Мелроуз Херцштейн (в девичестве Мур, 1917—2008). Отец был еврейского происхождения, чья семья эмигрировала в США из Венгрии и России; мать, ирландского происхождения, была родом из Арканзаса и воспитывалась в пресвитерианстве.
Барбара самая младшая из трёх детей в семье, с детства она всегда хотела быть актрисой, поэтому в семье её прозвали «Сара Бернар». Она была застенчивой в школе и вела себя так тихо, что порой люди считали её глухой. В возрасте 10 лет, она уже показывала себя отличной актрисой, играя различные роли в школьных спектаклях. Её школьный учитель драмы помог ей найти агента, и в 1965 году, в возрасте 17 лет, она получила роль Эллен в телесериале «Гиджет». Барбара говорила, что очень благодарна своему педагогу, который изо всех сил поддерживал её в начале актёрской карьеры. Согласно New York Times Барбара окончила голливудскую среднюю школу в 1966 году, но Дэвид Кэррадайн утверждал, что в автобиографии она писала о том, как её выгнали из школы после того, как она начала свою актёрскую карьеру.

## Карьера

### Начало карьеры
Барбара Херши дебютировала как актриса, в небольшой роли в трёх эпизодах телесериала «Гиджет», одновременно принимая участие в съёмках телесериала «Монро» (1966), в котором также снимался Майкл Андерсон-младший. Вскоре она взяла сценическое имя — Барбара Херши. Хотя Барбара говорила, что эти сериалы помогли её карьере, она выражала некоторое разочарование в своей роли сказав: «одну неделю я была сильной, затем слабой». После Херши получила несколько других ролей, в том числе роль Стейси Айверсон в художественном фильме, «Шестеро под одной крышей» (1968).

### 1960-е годы
В 1969 году Херши снялась в вестерне Глена Форда «Добро с револьвером». На съёмках этого фильма она познакомилась с актёром Дэвидом Кэррадайном и у них начались романтические отношения, который позже снялся вместе с ней в телевизионном сериале «Кунг-Фу». В том же году она снялась в скандальной драме «Последнее лето», которая была основана на одноимённом романе Эвана Хантера. В этом фильме, Херши сыграла девушку по имени Сэнди, которая подговаривает двоих молодых людей (их сыграли Брюс Дэвисон и Ричард Томас) изнасиловать другую девушку, Роду (её сыграла Кэтрин Бёрнс). На следующий год Кэтрин Бёрнс получила номинацию на премию «Оскар», в категории «Лучшая женская роль второго плана», за свою роль в этом фильме.
Во время съёмок фильма «Последнее лето» была убита чайка. В одном из интервью Херши объяснила:

Я бросила птицу в воздух, чтобы заставить её летать. Нам пришлось переснимать сцену снова и снова. Я могу сказать, что птица устала. Наконец когда сцена была закончена, режиссёр Фрэнк Перри сказал мне, что птица сломала себе шею в последнем броске.

Херши чувствовала себя ответственной за гибель птицы и поэтому изменила свой сценический псевдоним на Чайка. «Я чувствовала, что её дух вошел в меня и это был единственный нравственный поступок» — она позже объяснила. Однако изменение имени не было положительно воспринято. Когда ей предложили участие в фильме Тимоти Боттомса, «Безумный мир Джулиуса Врудера» (1974), Херши пришлось отдать половину своей заработной платы, в размере $25000, чтобы выступать под псевдонимом Чайка, потому что производители были не в пользу биллинга.

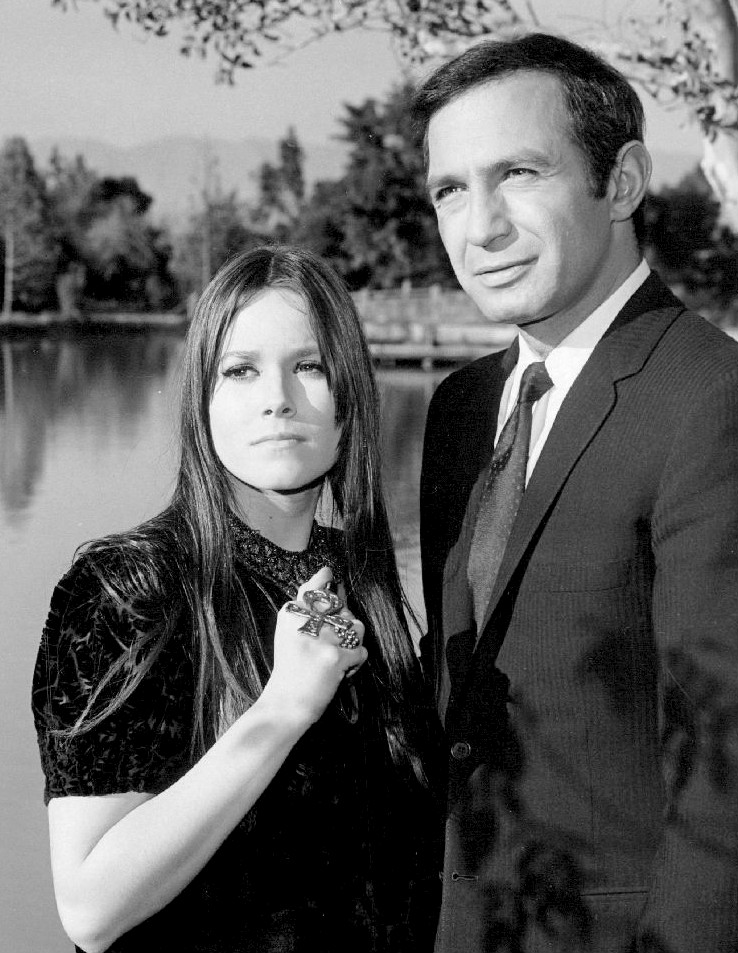
Барбара Херши и Бен Газзара в 1968 году

### 1970-е годы
В 1970 году Херши снялась в фильме «Производительница детей», в основе сюжета которого лежат исследования проблемы суррогатного материнства.
Фильм подвергся очень суровой критике; при этом кинокритик Ширли Ригби восторженно отзывается о работе Херши как о единственном позитивном моменте в картине:

Странный фильм, только выступление Барбары Херши в нём превосходно. Барбара Херши — это прекрасная маленькая актриса.
Херши однажды сказала, что главная роль в фильме «Берта по прозвищу Товарный Вагон» (1972) «была самой интересной в её карьере». Её партнёром по фильму стал актёр Дэвид Кэррадайн, продюсером фильма был Роджер Корман, а в роли режиссёра выступил Мартин Скорсезе (это была его первая голливудская картина). Бюджет фильма составил $600000, эта картина имела сходство с фильмами «Бонни и Клайд» (1967) и «Кровавая мама» (1970). Хотя Роджер Корман представил ленту как эксплуатационный кусок с большим количеством секса и насилия, Скорсезе оказал гораздо большее влияние на фильм.
Роджер Эберт из «Chicago Sun-Times» писал:

Мартин Скорсезе создал настроение и атмосферу в фильме более чем на одно действие. А насилие в его понимании — это всегда тупое и постоянно неприятное чувство, не раскрепощающее отдыха, а новое насилие должно быть другим.
Тенденция воссоздавать откровенные эпизоды из фильмов появились в журнале «Playboy» в 1972 году.
Через 16 лет Херши была заявлена на роль Марии Магдалины, в фильме Скорсезе «Последнее искушение Христа» (1988). За роль в этом фильме она была номинирована на премию «Золотой глобус», за «Лучшую женскую роль второго плана — Кинофильм» в 1989 году.
В середине 1970-х годов Херши в основном работала с Дэвидом Кэррадайном; так, в 1974 году выступила вместе с ним в качестве приглашённой звезды в эпизоде телевизионного сериала «Кунг-Фу». Она также появилась в двух его самостоятельных режиссёрских проектах — «Ты и я» (1975) и «Американа» (1983); оба фильма были сняты в 1973 году, но вышли на экраны гораздо позже. Её отец, Арнольд Херцштайн, также снялся в «Американе».
Позже, в 1974 году, она получила золотую медаль на кинофестивале в Атланте за роль в голландском фильме «Любовь приходит незаметно» (1973).
Позже Херши снялась с Чарлтоном Хестоном в фильме «Последние крутые люди» (1976). Она надеялась, что фильм поможет возродить её карьеру, к этому времени она уже расстаётся с Кэррадайном и своим псевдонимом — Чайка. В течение остальной части 1970-х годов, она появлялась в телевизионных фильмах, таких как: «Наводнение!» (1976), «Солнечное рождество» (1977) и «Обвинение против женщины» (1977), в котором она сыграла лесбиянку.

### 1980-е годы
Вскоре Херши получила роль Нины Франклин в фильме Ричарда Раша, «Трюкач» (1980), ознаменовавшую её возвращение на большой экран после четырёх лет небольших телевизионных ролей. Барбара чувствовала, что она будет постоянно бросаться на борьбу с финансистами, чтобы получить роль в этом фильме. Она также чувствовала, что этот фильм был важным переходом для неё, от ролей девочек, до ролей женщин.

Некоторые из «женских ролей», которые последовали после фильма «Трюкач», включили в себя: фильм ужасов «Существо» (1982), «Парни что надо» (1983), в котором она сыграла Дженис Йегер, жену лётчика-испытателя Чака Йегера и «Самородок» (1984), в котором она сыграла Харриет Берд. Для этой роли, Херши выбрала шляпу, конкретного цвета. Режиссёр Барри Левинсон не согласился с её выбором, но она настаивала на том чтобы, носить эту шляпу в фильме. Левинсон позже пригласил Херши, на роль Норы Тилли — жены Дэнни Де Вито, в комедии «Алюминиевые человечки» (1987).

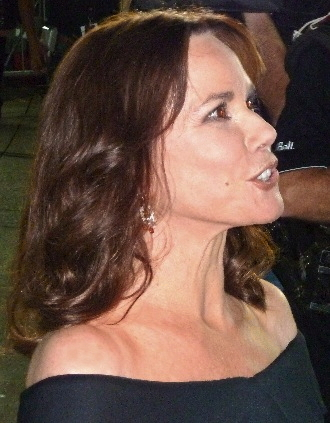
Барбара Херши на кинофестивале в Торонто, 13 сентября 2010 года

В 1986 году Херши покинула родную Калифорнию и переехала с сыном в Манхэттен. Три дня спустя, у неё была короткая встреча с Вуди Алленом, который предложил ей роль Ли в своём фильме, «Ханна и её сестры» (1986). Картина Аллена завоевала три премии «Оскар» и премию «Золотой глобус». Фильм также принёс Херши номинацию на премию BAFTA, за «Лучшую женскую роль второго плана». Она описала эту роль как, «прекрасный подарок».
После этого фильма, Барбара два года подряд выигрывает Приз за лучшую женскую роль, на Каннском кинофестивале, за роли в фильмах «Стыдливые люди» (1987) и «Разделённый мир» (1988). Ещё в 1980-х годах, она играла актрису Лили Дамита, в телефильме «My Wicked, Wicked Ways» (1985). Она также сыграла Майру Флинер, в фильме «Команда из штата Индиана» (1986).

### 1990-е годы
В 1990 году Херши получила премию «Эмми» и «Золотой глобус», за «Лучшую женскую роль в мини-сериале или телефильме», «Убийство в маленьком городе» который был основан на реальных событиях описанных в книге Джона Блума и Джеймса Аткинса, «Свидетельство в пользу любви». Многие имена реальных участников по делу были изменены для фильма.
В 1991 году Херши сыграла Ханну Траут, жену главного героя в фильме «Пэрис Траут» (1991). В этом фильме, Херши снова сотрудничала с режиссёром фильма «Убийство в маленьком городе», Стивеном Джилленхолом, в нём она сыграла жену главного героя. Её муж, жестокий изувер (его сыграл Деннис Хоппер), его судят за убийство молодой афро-американской девочки. Фильм был основан на романе Пита Декстераса, написанном в 1988 году. Картина была описана как «драматическая, проникающая глубоко, в тёмные впадины расизма, насилия и убийства». «Пэрис Траут» был номинирован на пять премий «Эмми».
Позднее в том же году, Херши сыграла адвоката, защищающую свою соседку по комнате в колледже, обвинённую в убийстве своего мужа, в детективном фильме «Беззащитный» (1991).
Среди других фильмов, в которых она появилась в 1990-х годах были: «Опасная женщина» (1993), «Последний из племени людей-псов» (1995), «Чужие похороны» (1996), «Портрет леди» (1996), «Завтрак для чемпионов» (1999) и др. За роль в фильме «Портрет леди» Херши была номинирована на премию «Оскар» в категории «Лучшая женская роль второго плана» в 1997 году.

### 2000-е годы
В 2001 году Херши снялась в психологическом триллере «Лантана». Она была единственной американкой в актёрском составе этого фильма, в который были включены Рэйчел Блейк, Энтони Лапалья, Джеффри Раш и др. После она снялась в ещё одном триллере «11:14» (2003), вместе с Рэйчел Ли Кук, Патриком Суэйзи, Хилари Суонк, и Колином Хэнксом. Херши продолжала появляться на телевидении в 2000-е годы, в том числе в дух сезонах сериала «Гора» (2004—2005). Она также снялась в роли Энн Ширли — старшей в телефильме «Энн из Зелёных крыш: Новое начало» (2008).

### 2010—настоящее время
В 2010 году Херши снялась в психологическом триллере Даррена Аронофски, «Чёрный лебедь», вместе с Натали Портман и Милой Кунис, за свою роль в этом фильме она была номинирована на премию BAFTA, в категории «Лучшая женская роль второго плана» в 2011 году, а после снялась в фильме ужасов Джеймса Вана, «Астрал» (2011). С 2012 по 2016 год у неё была второстепенная роль в телесериале канала ABC, «Однажды в сказке», где она сыграла злодейку Кору, известную под прозвищем Королевы Сердец. После она снялась в фильмах: «Астрал 2» (2013) и «Девятая жизнь Луи Дракса» (2016).

## Личная жизнь
В 1969 году Херши познакомилась с актёром Дэвидом Кэррадайном, во время работы над фильмом «Добро с револьвером». В одном из интервью Кэррадайн рассказал, что во время сцены изнасилования в этом фильме он сломал Барбаре ребро. Они появлялись в других фильмах вместе, в том числе в фильме Мартина Скорсезе Берта по прозвищу Товарный вагон. В 1972 году пара вместе позировала в обнажённом виде для журнала Playboy, воспроизведя некоторые сексуальные сцены из этого фильма. Позже, в 1972 году, Херши родила сына Тома. Отношения с Кэррадайном прекратились в 1974 году.
8 августа 1992 года Херши вышла замуж за художника Стефана Дугласа. Церемония состоялась в её доме в Оксфорде, штат Коннектикут, единственными гостями на свадьбе были матери новобрачных и сын Барбары Том. Супруги развелись через год после свадьбы. Позже, в 1999 году, Херши начала встречаться с актёром Навином Эндрюсом. Во время их краткого расставания в 2005 году Эндрюс завёл ребёнка с другой женщиной. В мае 2010 года после того, как Эндрюс выиграл опеку над сыном, пара объявила что они завершили свои 10-летние отношения на полгода раньше.

## Фильмография
| Год       |     | Русское название                                                                  | Оригинальное название                                         | Роль                                                       |
| --------- | --- | --------------------------------------------------------------------------------- | ------------------------------------------------------------- | ---------------------------------------------------------- |
| 1963—1966 | с   | Дочь фермера                                                                      | The Farmer's Daughter                                         | Люси                                                       |
| 1963—1967 | с   | Боб Хоуп представляет                                                             | Bob Hope Presents the Chrysler Theatre                        | Кэйси Холлоуэй                                             |
| 1964—1970 | с   | Дэниэл Бун                                                                        | Daniel Boone                                                  | Дайна Хаббард                                              |
| 1965—1968 | с   | Бежать от твоей жизни                                                             | Run for Your Life                                             | Джейн                                                      |
| 1965—1966 | с   | Гиджет                                                                            | Gidget                                                        | Эллен                                                      |
| 1967—1968 | с   | Захватчики                                                                        | The Invaders                                                  | Бэт Фергюсон                                               |
| 1967—1971 | с   | Высокий кустарник                                                                 | The High Chaparral                                            | девушка                                                    |
| 1968      | ф   | Шестеро под одной крышей                                                          | With Six You Get Eggroll                                      | Стейси Айверсон                                            |
| 1969      | ф   | Добро с револьвером                                                               | Heaven With a Gun                                             | индийская девушка                                          |
| 1969      | ф   | Последнее лето                                                                    | Last Summer                                                   | Сэнди                                                      |
| 1970      | ф   | Освобождение Л. Б. Джонса                                                         | The Liberation of L. B. Jones                                 | Нелла Мандайн                                              |
| 1970      | ф   | Производительница детей                                                           | The Baby Maker                                                |                                                            |
| 1971      | ф   | В погоню за счастьем                                                              | The Pursuit of Happiness                                      | Джейн Кауфман                                              |
| 1972      | ф   | Сделка, или блюз о потерянной сумке с сорока кирпичами по пути из Беркли в Бостон | Dealing: Of the Berkeley-to-Boston Forty-Brick Lost-Bag Blues | Сьюзан                                                     |
| 1972      | ф   | Берта по прозвищу Товарный Вагон                                                  | Boxcar Bertha                                                 | Берта Томпсон                                              |
| 1972      | с   | Кунг-фу                                                                           | Kung Fu                                                       | Нэн Чи                                                     |
| 1973      | ф   | Любовь приходит незаметно                                                         | Love Comes Quietly                                            | Анджела                                                    |
| 1974      | ф   | Безумный мир Джулиуса Врудера                                                     | The Crazy World of Julius Vrooder                             | Занни                                                      |
| 1975      | ф   | Бриллианты                                                                        | Diamonds                                                      | Салли                                                      |
| 1975      | ф   | Ты и я                                                                            | You and Me                                                    | официантка                                                 |
| 1976      | ф   | Последние крутые люди                                                             | The Last Hard Men                                             | Сьюзан                                                     |
| 1976      | тф  | Наводнение!                                                                       | Flood!                                                        | Мэри Катлер                                                |
| 1976      | ф   | Судебный поединок                                                                 | Trial by Combat                                               | Марион Эванс                                               |
| 1977      | тф  | Обвинение против женщины                                                          | In the Glitter Palace                                         | Эллен Лэнг                                                 |
| 1977      | тф  | Просто небольшое беспокойство                                                     | Just a Little Inconvenience                                   | Никки                                                      |
| 1977      | тф  | Солнечное рождество                                                               | Sunshine Christmas                                            | Коди Бланки                                                |
| 1980      | тф  | Ангел на моём плече                                                               | Angel on My Shoulder                                          | Джули                                                      |
| 1980      | ф   | Трюкач                                                                            | The Stunt Man                                                 | Нина Франклин                                              |
| 1981      | ф   | Возьми эту работу и засунь её подальше                                            | Take This Job and Shove It                                    | Джейми Холстед                                             |
| 1981      | с   | Американский театр                                                                | American Playhouse                                            | девочка по вызову                                          |
| 1982      | ф   | Существо                                                                          | The Entity                                                    | Карла Моран                                                |
| 1982      | тф  | Сумеречный театр                                                                  | Twilight Theater                                              |                                                            |
| 1982      | тф  | Уик-энд                                                                           | Weekend                                                       | Ленор                                                      |
| 1982      | с   | Театр волшебных историй                                                           | Faerie Tale Theatre                                           | горничная                                                  |
| 1983      | ф   | Парни что надо                                                                    | The Right Stuff                                               |                                                            |
| 1983      | ф   | Американа                                                                         | Americana                                                     | дочь Джесс                                                 |
| 1984      | ф   | Самородок                                                                         | The Natural                                                   | Харриет                                                    |
| 1985      | тф  |                                                                                   | My Wicked, Wicked Ways: The Legend of Errol Flynn             | Лили Дамита                                                |
| 1985      | с   | Альфред Хичкок представляет                                                       | Alfred Hitchock Presents                                      | Джесси Дин                                                 |
| 1986      | ф   | Ханна и её сёстры                                                                 | Hanhan and Her Sisters                                        | Ли                                                         |
| 1986      | тф  | Цветок страсти                                                                    | Passion Flower                                                | Джулия                                                     |
| 1986      | ф   | Команда из штата Индиана                                                          | Hoosiers                                                      | Майра Флинер                                               |
| 1987      | ф   | Алюминиевые человечки                                                             | Tin Men                                                       | Нора Тилли                                                 |
| 1987      | ф   | Стыдливые люди                                                                    | Shy People                                                    | Рут                                                        |
| 1988      | ф   | Разделённый мир                                                                   | A World Apart                                                 | Диана Рот                                                  |
| 1988      | ф   | Последнее искушение Христа                                                        | The Last Temptation of Christ                                 | Мария Магдалина                                            |
| 1988      | ф   | На пляже                                                                          | Beaches                                                       | Хилари Уитни Эссекс                                        |
| 1989—2010 | с   | Пуаро Агаты Кристи                                                                | Agatha Christie’s Poirot                                      | Кэролайн Хаббард (эпизод "Убийство в Восточном экспрессе") |
| 1990      | тф  | Убийство в маленьком городе                                                       | A Killing in a Small Town                                     | Кэнди Моррисон                                             |
| 1990      | ф   | Настройте радиоприёмники завтра...                                                | Tune in Tomorrow                                              | тётя Джулия                                                |
| 1991      | ф   | Пэрис Траут                                                                       | Paris Trout                                                   | Ханна Траут                                                |
| 1991      | ф   | Без защиты                                                                        | Defenseless                                                   | Тельма Кнудсен                                             |
| 1992      | тф  | Останься на ночь                                                                  | Stay the Night                                                | Джимми Сью Фангер                                          |
| 1992      | ф   | Фотограф                                                                          | The Public Eye                                                | Кая Левиц                                                  |
| 1993      | ф   | С меня хватит!                                                                    | Falling Down                                                  | Бэт                                                        |
| 1993      | ф   | Дети свинга                                                                       | Swing Kids                                                    | Фрау Мюллер                                                |
| 1993      | ф   | Перепутанные наследники                                                           | Splitting Heirs                                               | герцогиня Люсинда                                          |
| 1993      | ф   | Опасная женщина                                                                   | A Dangerous Woman                                             | Фрэнсис                                                    |
| 1993      | с   | Одинокий голубь: Возвращение                                                      | Return to Lonesome Dove                                       | Клара Аллен                                                |
| 1993      | тф  | Библейские сказания: Авраам-хранитель веры                                        | Abraham                                                       | Сара                                                       |
| 1994      | с   | Надежда Чикаго                                                                    | Chicago Hope                                                  | доктор Франческа Абернет                                   |
| 1995      | ф   | Последний из племени людей-псов                                                   | Last of the Dogmen                                            | профессор Лиллиан Диана Слоан                              |
| 1996      | ф   | Чужие похороны                                                                    | The Pallbearer                                                | Рут Абернати                                               |
| 1996      | ф   | Портрет леди                                                                      | The Portrait of a Lady                                        | мадам Серена Мерл                                          |
| 1998      | ф   | Лягушки для змей                                                                  | Frogs for Shakes                                              | Ева Сантана                                                |
| 1998      | тф  | Лестница                                                                          | The Staircase                                                 | мама Мэделин                                               |
| 1998      | ф   | Дочь солдата никогда не плачет                                                    | A Soldier's Daughter Never Cries                              | Марселла Уиллис                                            |
| 1999      | ф   | Завтрак для чемпионов                                                             | Breakfast of Champions                                        | Селия Гувер                                                |
| 1999      | ф   | Страсть                                                                           | Passion                                                       | Роза Грейнджер                                             |
| 1999      | ф   | Утонуть на суше                                                                   | Drowning on Dry Land                                          | Кэти                                                       |
| 2001      | ф   | Лантана                                                                           | Lantana                                                       | Валери                                                     |
| 2002      | с   | Даниэль Деронда                                                                   | Daniel Deronda                                                | графиня Мария                                              |
| 2003      | тф  | Голод                                                                             | Hunger Point                                                  | Мариса Хантер                                              |
| 2003      | тф  | Незнакомец рядом со мной                                                          | The Stranger Beside Me                                        | Энн Рул                                                    |
| 2003      | кор |                                                                                   | T-20 Years and Counting                                       | Глиннис Йегер                                              |
| 2004      | ф   | Верхом на пуле                                                                    | Riding the Bullet                                             | Жан Паркер                                                 |
| 2004      | тф  | Рай                                                                               | Paradise                                                      | Элизабет                                                   |
| 2004      | ф   | 11:14                                                                             | 11:14                                                         | Норма                                                      |
| 2004—2005 | с   | Гора                                                                              | The Mountain                                                  | Джени Карвер                                               |
| 2007      | ф   | Птицы не летают в раю                                                             | The Bird Can't Fly                                            | Мелоди                                                     |
| 2007      | ф   | Любовь приходит поздно                                                            | Love Comes Lately                                             | Розали                                                     |
| 2008      | ф   | Не столкнись со звёздами                                                          | Uncross the Stars                                             | Хильда                                                     |
| 2008      | ф   | Бездетная                                                                         | Childless                                                     | Натали                                                     |
| 2008      | тф  | Энн из Зелёных крыш: Новое начало                                                 | Anne of Green Gables: A New Beginning                         | Энн Ширли старшая                                          |
| 2009      | ф   | Альберт Швейцер                                                                   | Albert Schweitzer                                             | Эллен Швейцер                                              |
| 2010      | ф   | Чёрный лебедь                                                                     | Black Swan                                                    | Эрика Сейерс / Королева                                    |
| 2010      | ф   | Астрал                                                                            | Insidious                                                     | Лоррейн Ламберт                                            |
| 2011      | ф   | Ответы ни к чему                                                                  | Answers to Nothing                                            | Мерилин                                                    |
| 2012      | тф  |                                                                                   | Left to Die                                                   | Сандра Чейз                                                |
| 2012—2016 | с   | Однажды в сказке                                                                  | Once Upon a Time                                              | Кора Миллс / Королева Червей                               |
| 2013      | ф   | Астрал: Глава 2                                                                   | Insidious: Chapter 2                                          | Лоррейн Ламберт                                            |
| 2014      | ф   |                                                                                   | Sister                                                        | Сьюзан                                                     |
| 2016      | с   | Дэмиэн                                                                            | Damien                                                        | Энн Рутледж                                                |
| 2016      | ф   | Девятая жизнь Луи Дракса                                                          | The 9th Life of Louis Drax                                    | Вайолет Дракс                                              |
| 2018      | с   | Секретные материалы                                                               | The X-Files                                                   | Эрика Прайс / Erika Price                                  |

## Награды и номинации
Полный список наград и номинаций на сайте IMDb.
| Награда                        | Год  | Категория                                         | Работа                      | Результат |
| ------------------------------ | ---- | ------------------------------------------------- | --------------------------- | --------- |
| Оскар                          | 1997 | Лучшая женская роль второго плана                 | Портрет леди                | Номинация |
| BAFTA                          | 1987 | Лучшая женская роль второго плана                 | Ханна и её сёстры           | Номинация |
| BAFTA                          | 2011 | Лучшая женская роль второго плана                 | Чёрный лебедь               | Номинация |
| Золотой глобус                 | 1989 | Лучшая женская роль второго плана — Кинофильм     | Последнее искушение Христа  | Номинация |
| Золотой глобус                 | 1991 | Лучшая женская роль в мини-сериале или телефильме | Убийство в маленьком городе | Победа    |
| Золотой глобус                 | 1997 | Лучшая женская роль второго плана — Кинофильм     | Портрет леди                | Номинация |
| Эмми                           | 1990 | Лучшая женская роль в мини-сериале или фильме     | Убийство в маленьком городе | Победа    |
| Эмми                           | 1991 | Лучшая женская роль в мини-сериале или фильме     | Пэрис Траут                 | Номинация |
| Премия Гильдии киноактёров США | 2011 | Лучший актёрский состав в игровом кино            | Чёрный лебедь               | Номинация |
| Каннский кинофестиваль         | 1987 | Приз за лучшую женскую роль                       | Стыдливые люди              | Победа    |
| Каннский кинофестиваль         | 1988 | Приз за лучшую женскую роль                       | Разделённый мир             | Победа    |